# Johannes-der-Täufer-Kirche (Hannover)

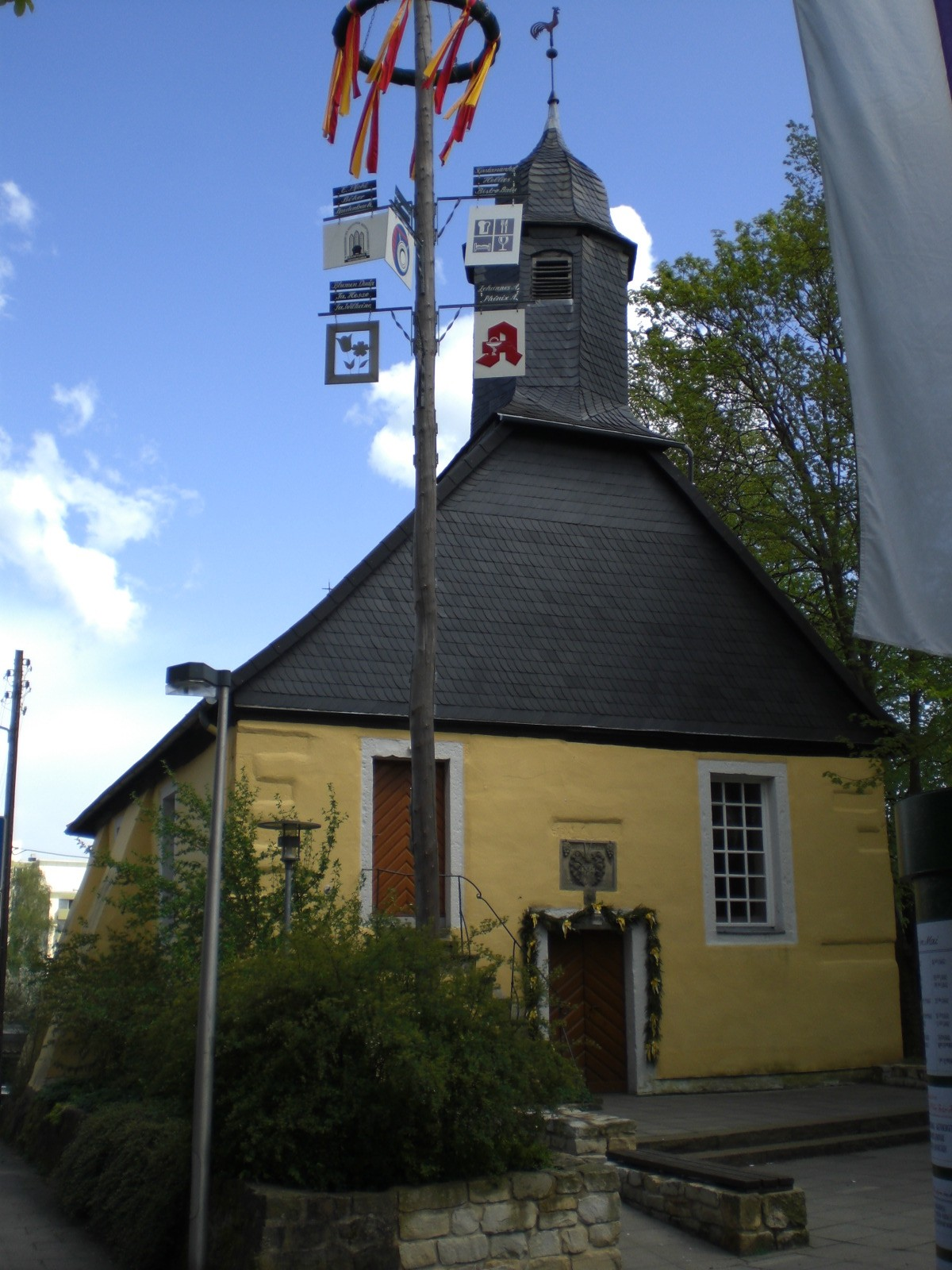
Die Johannes-der-Täufer-Kirche mit Maibaum in Wettbergen

Die Johannes-der-Täufer-Kirche in Hannover ist die denkmalgeschützte Kirche der evangelisch-lutherischen Kirchengemeinde im hannoverschen Stadtteil Wettbergen unter der Adresse An der Kirche.

## Geschichte

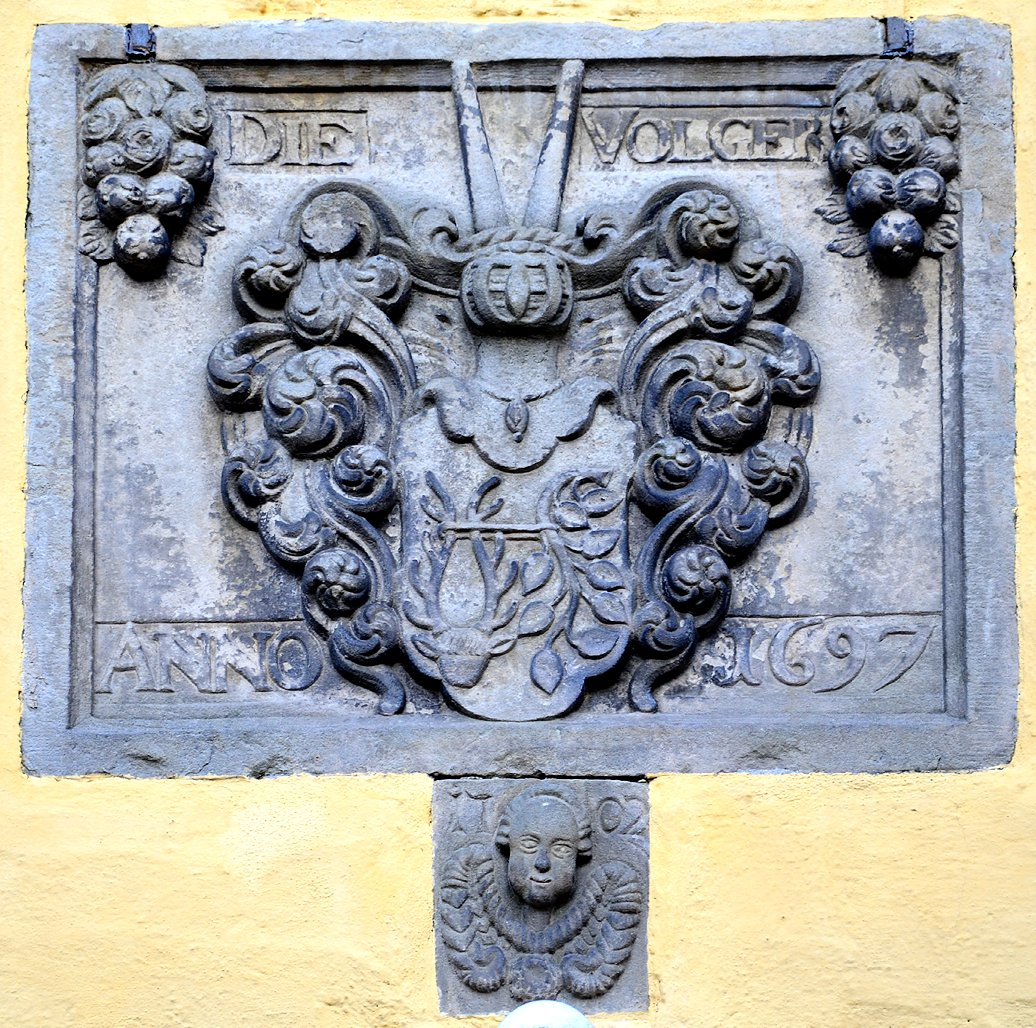
1697 datierter Wappenstein der Familie Volger über dem Portal der Kirche

Eine Johannes dem Täufer gewidmete Kirche im alten Dorfkern Wettbergens wurde erstmals 1477 erwähnt. Sie brannte jedoch 1580 ab und wurde offenbar erst am Ende des 17. Jahrhunderts wieder aufgebaut: „Zwei Wappensteine mit den Datierungen 1697 und 1702“ über der Westtür „weisen [...] vermutlich auf die Zeit der Wiedererrichtung hin“. Das ältere Wappen zeigt das der hannoverschen Ratsfamilie Volger. Noch aus der ersten Kirche stammen die beiden kleinen Glocken im Dachreiter. Sie wurden im 15. Jahrhundert vom selben Gießer gegossen.
Unterhalb des im Westen liegenden Kirchturmes wurde um das Jahr 1700 eine Gruft eingebaut, in dem Mitglieder der Familie von Johann Friedrich von Hansing und des Adelsgeschlechtes von Grone in aufwendig barock gestalteten Särgen durchbrochen gearbeiteten Wappenblechen in einer Zinn-Blei-Legierung beigesetzt wurden.

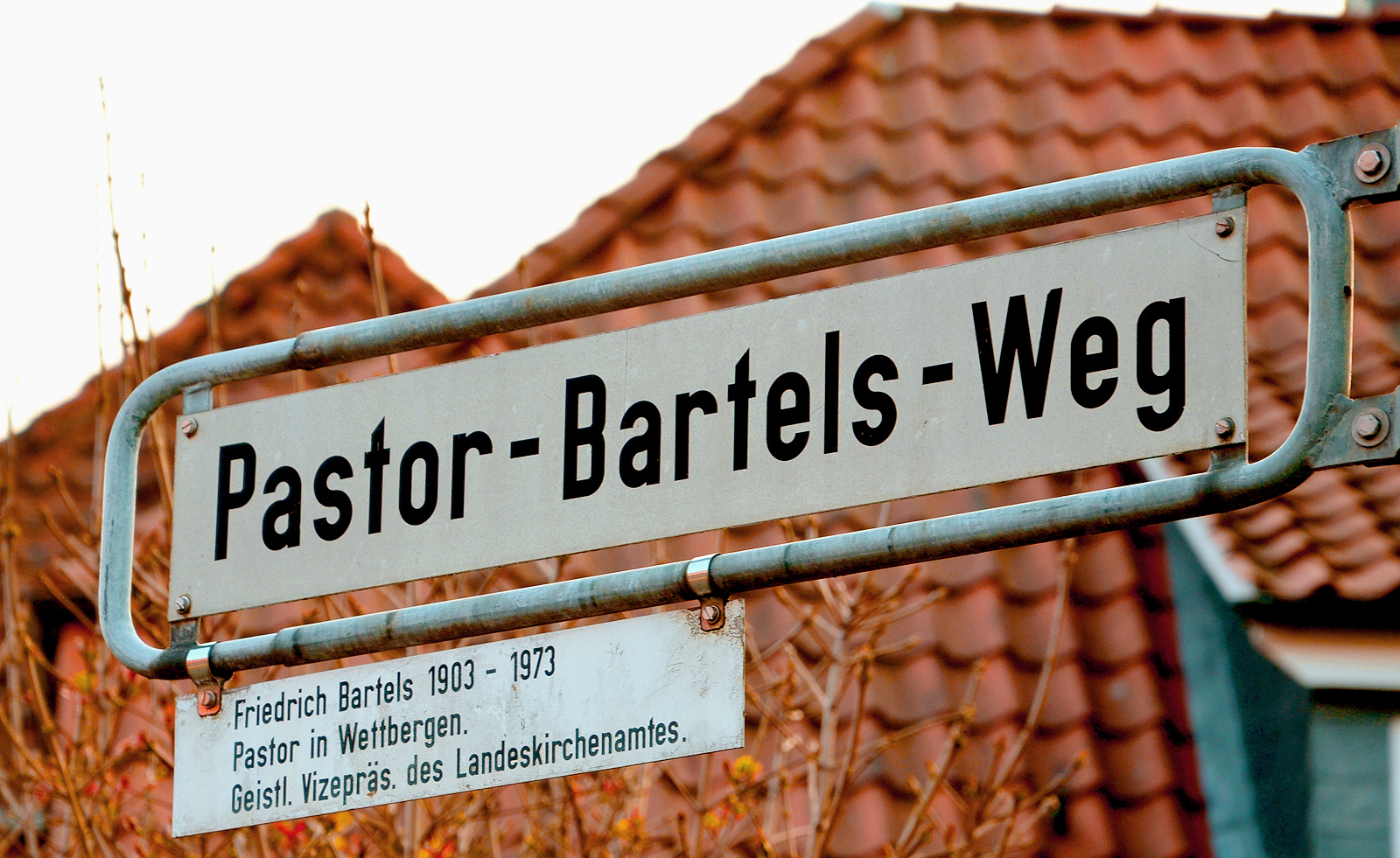
Pastor-Bartels-Weg mit Legendentafel zu Pastor Friedrich Bartels

Laut einer Legendentafel am Pastor-Bartels-Weg war Friedrich Bartels Pastor in Wettbergen, und zwar ab dem Jahr des Endes des Nationalsozialismus und des Zweiten Weltkrieges von 1945 bis 1953.
1998 wurde Pastor Bert Schwarz vom Freundeskreis Hannover ausgezeichnet für sein ehrenamtliches Engagement insbesondere für den Kinderzirkus Giovanni.

## Bau- und Lagebeschreibung
Die Kapelle liegt etwas abseits des historischen Ortskerns an einem schmalen Seitenweg: „Der starke Geländeabfall an dieser Stelle wurde durch eine von einer Böschungsmauer begrenzten Aufschüttung ausgeglichen“. Das Gotteshaus ist ein in Ost-West gerichteter einfach verputzter Bau aus Bruchsteinen mit Eckquadern und „starken, geschrägten Stützpfeilern“. Im Osten ist der kleine Saalbau dreiseitig geschlossen, während im Westen ein achteckiger Dachreiter mit geschweifter Haube den First bekrönt.
Das benachbarte Pfarrhaus unter der Adresse An der Kirche 23 ist ein zweistöckiger Fachwerkbau aus der Mitte des 19. Jahrhunderts. Der mit einem Walmdach abgeschlossene, kubische Baukörper orientiert sich mit einer fünfachsigen Hauptfassade zu dem kleinen Seitenweg, wurde aber „leider [...] bis auf die Ostseite mit Asbestzement verkleidet“.
Südlich grenzt die langgestreckte, vermutlich ehemalige Pfarrscheune An der Kirche 25 an, deren Dielentor an der Nordseite noch auf die ehemalige Nutzung hinweist. Der Fachwerkbau steht auf einem dem Geländeverlauf angepassten Bruchsteinsockel, der städtebaulich entscheidend den südlichen Verlauf der Straße An der Kirche prägt.
Historisch zum engeren Kreis der Kirchenbauten und des benachbarten Herrenhauses zählt außerdem ein weiteres Wirtschaftsgebäude: Die Fachwerkscheune An der Kirche 13 zeigt am Torbalken der seitlichen Längsdurchfahrtdiele die Jahreszahl 1839. Ebenso wie das Pfarrhaus und die Pfarrscheune ist dieser Wandständerbau mit Backsteinen ausgefacht.